# Povraznícka brázda
Povraznícka brázda je geomorfologický podcelek Zvolenské kotliny.

## Vymezení
Podcelek leží na východním okraji Zvolenské kotliny. Na severozápadě navazuje Bystrická vrchovina, západním směrem leží Ponická vrchovina a na jihozápadě se krátkým úsekem dotýká Zvolenská pahorkatina. Jižním a východním směrem leží Poľana s podcelky Detvianske predhorie a Vysoká Poľana a na severovýchodě sousedí Čierťaž, patřící Veporských vrchů.

## Chráněná území
Do východní části provaznických brázdy okrajově zasahuje Chráněná krajinná oblast Poľana.